# Lybster
Lybster är en by i Caithness, Highland, Skottland. Byn är belägen 10 km 
från Wick. Orten har 1 341 invånare (2011).